# Orobanche sordida
Orobanche sordida är en snyltrotsväxtart som beskrevs av Carl Anton von Meyer. Orobanche sordida ingår i släktet snyltrötter, och familjen snyltrotsväxter. Inga underarter finns listade i Catalogue of Life.